# 日立ホーム&ライフソリューション
日立ホーム&ライフソリューション株式会社（ひたちホーム&ライフソリューション、英: Hitachi Home & Life Solutions,Inc.）は、かつて存在した日立グループの電機メーカー。

## 概要
2002年4月に日立製作所の白物家電の製造拠点の3事業所（茨城県日立市、栃木県下都賀郡大平町（現在：栃木市）、東京都青梅市）が独立し創立。社長には瀬端久仁雄が就任。資本金は250億円（日立製作所100%）。 エアコン、冷蔵庫、洗濯機、掃除機などの白物家電が主力製品だが、業務用の給湯器等も扱っていた。また、デジタルカメラなど価格競争が激しい分野の商品は、海外からのOEM調達も行っていた。
2003年4月に照明事業部門が、日立ライティング機器株式会社及び日立照明株式会社を統合し、日立ライティングとして独立した。
2004年10月に日立グループの日立ホームテックを統合した。
2006年4月に日立グループの業務用空調会社の日立空調システムを存続会社として合併し、日立アプライアンスが発足した。新会社の社長には日立空調システムの石津尚澄社長が就任、非常勤取締役に日立ホーム&ライフソリューションの石垣忠彦社長が就任した。

## 沿革
- 2002年4月1日：会社設立。
- 2003年4月1日：照明事業部門が日立ライティング株式会社として独立。
- 2004年10月1日：日立ホームテック株式会社を吸収合併。
- 2006年4月1日：株式会社日立空調システムを存続会社とした合併により、日立アプライアンス株式会社設立。

## 事業所
- 栃木事業所（栃木県下都賀郡大平町(現在：栃木市)）
- 多賀事業所（茨城県日立市）

## 関連会社
- 製造子会社
  - 日立多賀テクノロジー株式会社
  - 日立レフテクノ株式会社
  - 株式会社ハーモテック
  - 栃木産業株式会社
  - 株式会社関東エコリサイクル
  - 日立ライティング株式会社
  - 青梅産業株式会社
- 販売子会社
  - 日立コンシューマ・マーケティング株式会社

## テレビ番組
- 日経スペシャル ガイアの夜明け 「眠れる巨象 インドを狙え!」 ～人口11億 最後の巨大市場～（2006年3月14日、テレビ東京）[6] - インド家電市場への取組を取材。